# Sonata per violino n. 10
La Sonata per violino n. 10 di Ludwig van Beethoven, fu scritta nel 1812 e pubblicata nel 1816 con dedica all'arciduca Rodolfo Giovanni d'Asburgo-Lorena, che ne diede la prima esecuzione insieme al violinista Pierre Rode.

## Composizione e struttura
L'opera si compone in quattro movimenti:
1. Allegro moderato (in Sol maggiore)
2. Adagio espressivo (in Mi bemolle maggiore)
3. Scherzo: Allegro - Trio (in Sol minore, Trio in Mi bemolle maggiore, termina in Sol maggiore)
4. Poco allegretto (in Sol maggiore)

Il movimento finale è stato scritto pensando allo stile di Pierre Rode. Poco prima di completare l'opera, Beethoven scrisse all'arciduca Rodolfo: “…non ho avuto molta fretta nell'ultimo movimento per mera puntualità, tanto più perché, nello scriverlo, dovevo considerare l'esecuzione di Rode. Nei nostri finali ci piacciono i passaggi affrettati e sonori, ma questo non piace a R e questo mi ostacola un po’”. Di conseguenza, il finale era un insieme di sette variazioni e una breve coda su un tema allegro.
L'esecuzione dell'opera richiede circa 27 minuti.
Viene descritta come la più bella delle sue sonate per violino, con "bellezza calma, eterea" e "una prova di ricerca per gli esecutori. Tutto deve essere giusto, fin dal primo trillo".  Il trillo iniziale è parte integrante del soggetto.